# Medium Rare
Medium Rare es un álbum de covers de la banda Foo Fighters. Fue lanzado el 16 de abril de 2011, como una edición limitada en vinilo para Record Store Day, un evento que celebra las tiendas de discos independientes. Aparte de las nuevas grabaciones de «Bad Reputation» y «This Will Be Our Year», todas las pistas han sido previamente publicadas como lados-B o en otros álbumes recopilatorios.
Una edición en CD se dio gratuitamente a los nuevos suscriptores de la Revista Q.

## Lista de canciones
| N.º | Título                                            | Duración |  |
| 1.  | «Band on the Run» (de Paul McCartney)             |          |  |
| 2.  | «I Feel Free» (de Cream)                          |          |  |
| 3.  | «Life of Illusion» (de Joe Walsh)                 |          |  |
| 4.  | «Young Man Blues» (de Mose Allison)               |          |  |
| 5.  | «Bad Reputation» (de Thin Lizzy)                  |          |  |
| 6.  | «Darling Nikki» (de Prince y The Revolution)      |          |  |
| 7.  | «Down in the Park» (de Gary Numan y Tubeway Army) |          |  |
| 8.  | «Baker Street» (de Gerry Rafferty)                |          |  |
| 9.  | «Danny Says» (de Ramones)                         |          |  |
| 10. | «Have a Cigar» (de Pink Floyd)                    |          |  |
| 11. | «Never Talking to You Again» (de Hüsker Dü)       |          |  |
| 12. | «Gas Chamber» (de Angry Samoans)                  |          |  |
| 13. | «This Will Be Our Year» (de The Zombies)          |          |  |